# Nova Brezovica
Nova Brezovica (Servisch cyrillisch Нова Брезовица) is een plaats in de Servische gemeente Vranje. De plaats telt 125 inwoners (2002).